# Distrito de Uster
Uster é um distrito da Suíça, localizado no cantão de Zurique. Tem 163,55 km² de área e sua população em 2019 foi estimada em 60.843 habitantes. Sua sede é a comuna de Uster.

## Comunas
Uster está composto por um total de 10 comunas:
| Comuna              | População (31 de dezembro de 2019) | Área, km² |
| ------------------- | ---------------------------------- | --------- |
| Dübendorf           | 29.303                             | 13.61     |
| Egg                 | 8.796                              | 14.48     |
| Fällanden           | 8.689                              | 6.41      |
| Greifensee          | 5.385                              | 2.30      |
| Maur                | 10.468                             | 14.83     |
| Mönchaltorf         | 3.898                              | 7.62      |
| Schwerzenbach       | 5.170                              | 2.64      |
| Uster               | 35.007                             | 28.56     |
| Volketswil          | 18.640                             | 14.00     |
| Wangen-Brüttisellen | 7.967                              | 7.90      |
| Total               | 133.323                            | 112.35    |